# Gambia ai Giochi della XXVIII Olimpiade
Il Gambia partecipò ai Giochi della XXVIII Olimpiade, svoltisi ad Atene, Grecia, dal 13 al 29 agosto 2004, con una delegazione di 2 atleti impegnati in una disciplina.

## Risultati

### Atletica leggera
| Q | Qualificato al turno successivo per la posizione in qualificazione                                                           |
| q | Qualificato per il turno successivo per ripescaggio o, negli eventi su campo, conquistando la misura minima per qualificarsi |

Maschile
Eventi su pista e strada
| Atleta              | Evento      | Batteria  | Batteria   | Quarti di finale | Quarti di finale | Semifinale      | Semifinale      | Finale          | Finale          |
| Atleta              | Evento      | Risultato | Classifica | Risultato        | Classifica       | Risultato       | Classifica      | Risultato       | Classifica      |
| ------------------- | ----------- | --------- | ---------- | ---------------- | ---------------- | --------------- | --------------- | --------------- | --------------- |
| Jaysuma Saidy Ndure | 100 m piani | 10"26     | 3º Q       | 10"39            | 8º               | non qualificato | non qualificato | non qualificato | non qualificato |
| Jaysuma Saidy Ndure | 200 m piani | 20"78     | 5º q       | 20"73            | 6º               | non qualificato | non qualificato | non qualificato | non qualificato |

Femminile
Eventi su pista e strada
| Atleta     | Evento      | Batteria  | Batteria   | Semifinale      | Semifinale      | Finale          | Finale          |
| Atleta     | Evento      | Risultato | Classifica | Risultato       | Classifica      | Risultato       | Classifica      |
| ---------- | ----------- | --------- | ---------- | --------------- | --------------- | --------------- | --------------- |
| Adama Njie | 800 m piani | 2'10"02   | 7ª         | non qualificato | non qualificato | non qualificato | non qualificato |